# Minh Thu Tran

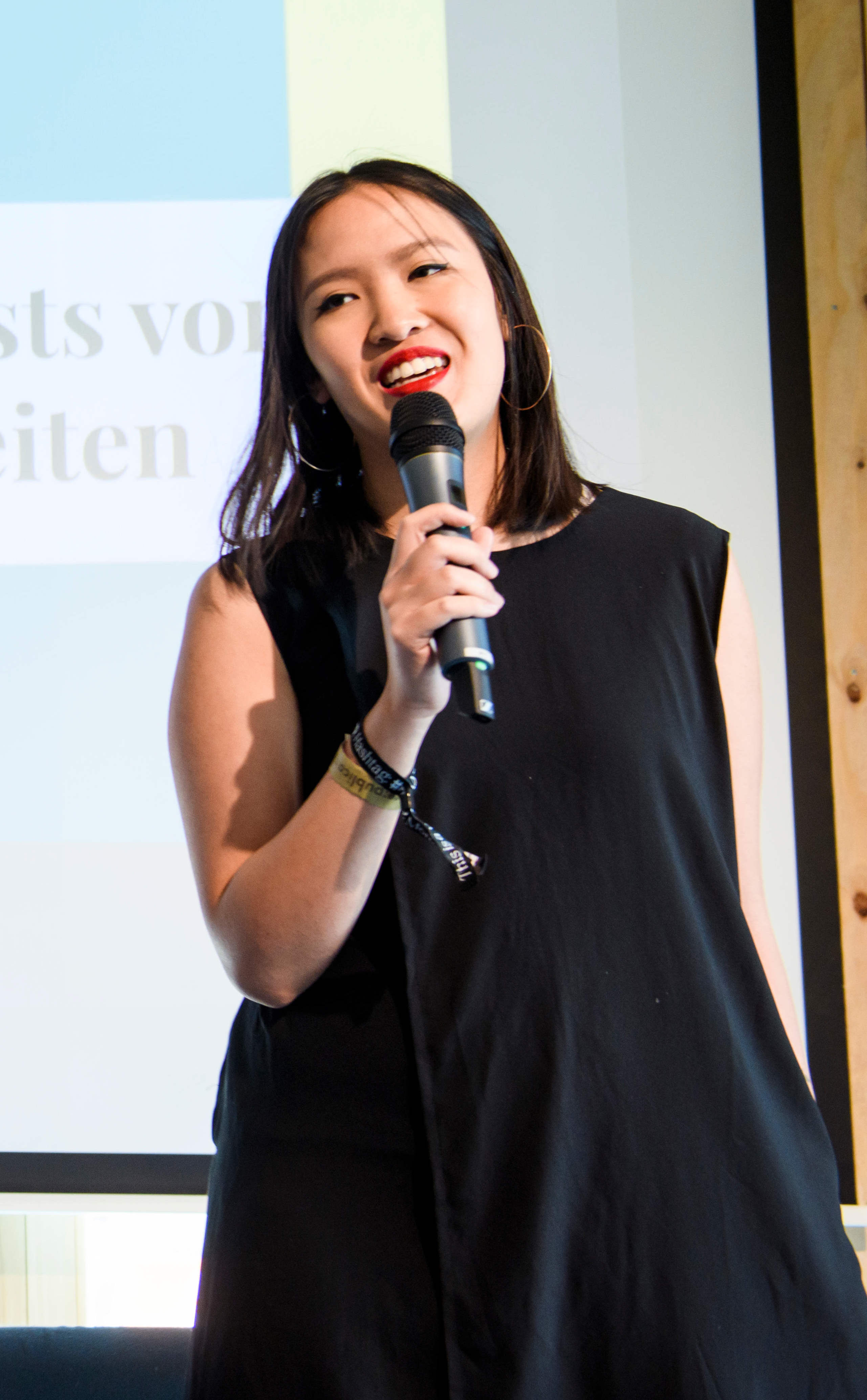
Minh Thu Tran (2019)

Minh Thu Tran (vietnamesisch Trần Võ Minh Thư, * 1993) ist eine deutsche Journalistin und Podcasterin.

## Leben
Tran wuchs als Kind ehemaliger vietnamesischer Vertragsarbeiter in Bayern auf. Ihre Mutter arbeitete als Reinigungskraft, ihr Vater als Gastronom. Sie studierte Politikwissenschaften in München und Aix-en-Provence. An der Deutschen Journalistenschule (DJS) in München absolvierte sie eine Ausbildung zur multimedialen Journalistin. Dort lernte sie die ebenfalls vietnamesischstämmige Journalistin Vanessa Vu kennen. Mit ihr gemeinsam rief sie im Februar 2018 den Podcast Rice and Shine ins Leben. Der Podcast über vietdeutsche Identität wurde unter anderem von der Süddeutschen Zeitung, der taz und Vice besprochen.
Seit 2021 moderiert sie als eine von sieben Hosts regelmäßig den WDR-Morning-Podcast „0630“. Hierin präsentiert sie mit einem ihrer Co-Moderatoren die wichtigsten Themen des Tages für ein junges Publikum.
Tran lebt in Köln und ist als freie Journalistin hauptsächlich für Deutschlandfunk Nova und Cosmo tätig.

## Auszeichnungen und Nominierungen
- 2019: Medium Magazin Top 30 unter 30
- 2019: Nominiert für den Grimme Online Award für den Rice and Shine Podcast, Kategorie Kultur und Unterhaltung
- 2019: Plan Medienpreis für Kinderrechte für Zwei Opfer, ein Täter – Zwei Kindersoldaten und der Internationale Strafgerichtshof[7][8]
- 2019: Medienpreis der Kindernothilfe für Zwei Opfer, ein Täter – Zwei Kindersoldaten und der Internationale Strafgerichtshof[9]
- 2021: Goldener Blogger für Hamburg 1980: Als der rechte Terror wieder aufflammte (Rice and Shine), in der Kategorie Bester Einzelbeitrag
- 2021: Civis – Europas Medienpreis für Integration für Hamburg 1980: Als der rechte Terror wieder aufflammte (Rice and Shine), in den Kategorien CIVIS Audio Award und Top Award[10]